# Real Club Recreativo de Huelva
O Real Club Recreativo de Huelva é um clube de futebol espanhol da cidade de Huelva. A equipe atualmente disputa a Segunda División B, equivalente a terceira divisão espanhola.

## História
O primeiro clube de futebol da Espanha foi o Rio Tinto Foot - Ball Club. Foi criado por mineradores ingleses de Rio Tinto em 1878, que se legalizou se tornando hoje o atual Huelva Recreation Club ou como é mais conhecido Recreativo Huelva, o novo nome veio da cidade de Rio Tinto que fica localizada em Huelva e os ingleses decidiram homenagear não só a pequena cidade de Rio Tinto e sim toda Huelva.
Com isso no dia 23 de dezembro de 1889, foi registrado o primeiro clube de futebol da Espanha, o Huelva Recreation Club ou Recreativo Huelva.

## Títulos
- Segunda Divisão Espanhola: 2005–06
- Copa da Andaluzia: 2017–18